# В спорте только девушки
«В спорте только девушки» — российская романтическая комедия режиссёра Евгения Невского, приуроченная к Олимпиаде в Сочи-2014. Съёмки продлились с середины января по апрель 2013 года. Съёмочная группа работала в Москве, Абхазии и Красной Поляне. Команда фильма получила официальное разрешение снимать на олимпийских объектах, в результате чего фильм имеет кадры олимпийских трасс и курорта «Роза Хутор», где прошла бо́льшая часть интерьерных съёмок. Премьера фильма состоялась 28 января 2014 года в кинотеатре «Октябрь», а 6 февраля показом в Сочи открыла культурную программу Олимпиады. Сборы комедии в России и странах СНГ составили 290 миллионов рублей.

## Сюжет
Сюжет фильма разворачивается вокруг подготовки к Олимпийским играм 2014 года российской женской сборной по сноуборду. Трое парней (Мика, Кит и Свифт) пробираются по вентиляционной шахте в ночной клуб, чтобы снять компромат на ректора института. По нелепой случайности срабатывает вспышка фотоаппарата, и ректор понимает, что за ним следили. Парням удаётся сбежать от двух наёмных охранников, но для этого приходится переодеться в женские костюмы и спуститься по склону на сноубордах. Мастерство ребят замечает тренер российской женской сборной по сноуборду и приглашает их поехать вместе с командой на тестовые соревнования в Сочи, и друзья уезжают в Сочи под видом девушек.

## В ролях
- Александр Головин — Фёдор (Свифт)
- Илья Глинников — Никита (Кит)
- Александр Ведменский — Михаил (Мика)
- Алексей Золотовицкий — Сергей (Грошик)
- Лянка Грыу — американка Джейн
- Екатерина Вилкова — Светлана Николаевна, тренер сборной России
- Алёна Чехова — Нечаева
- Михаил Богдасаров — Тофик
- Марина Яковлева — Маргарита, мама Свифта
- Михаил Трухин — охранник
- Дмитрий Мухамадеев — охранник
- Алексей Гаврилов — Кирилл
- Михаил Горевой — Игорь Леонидович
- Сергей Бурунов — ректор

## Съёмки
По словам продюсеров картины, задачей было не превратить фильм в пошлое кабаре, а сделать его органичным и смешным. Из-за этого, пробы на главную роль устраивались для актёров сразу в двух образах. Предпочтение было отдано тем, кто смог «тонко передать женскую сущность». Для съёмок горных пейзажей были использованы два вертолета — из Москвы и Сочи. Съёмки нескольких сцен проходили в Республике Абхазия при поддержке местно продюсера Александра Басария (Сандро), в городах Новый-Афон (гора Анакопия), озеро Рица. В съёмках участвовало местное население. Содействие в съёмках оказали ряд министерств и ведомств Республики Абхазия.

## Прокат
11 февраля 2014 года кинокомпания Metro-Goldwyn-Mayer потребовала от создателей фильма изменить название картины для зарубежного проката, так как если у ленты останется прежнее имя на английском языке, оно будет вводить в заблуждение американских зрителей, которые примут «В спорте только девушки» (переведено в англ. как «Some Like It Cold», дословно «некоторые любят холод») за ремейк фильма «В джазе только девушки» («Some Like It Hot») производства «MGM». Также компания Metro-Goldwyn-Mayer потребовала отозвать зарегистрированный товарный знак «Some like it cold», однако в российской компании не посчитали данные требования правомерными.
12 февраля 2014 года Мосгорсуд по заявлению правообладателей временно ограничил доступ к пиратским версиям комедии «В спорте только девушки». Решение касалось сайтов nnm-club.me, kinostok.tv, rutor.org, kinozal.tv, bobfilm.net.

## Награды
- В 2014 году фильм получил премию Международного фестиваля спортивного кино и телевидения в Самаре в номинации «Лучший российский художественный фильм о спорте»[7] и премию Международного фестиваля спортивного кино и телевидения в Милане в номинации «Лучший иностранный художественный фильм о спорте»[8].
- В 2016 году фильм получил специальный приз общины Габрово на Международном кинофестивале комедийного фильма «Смешен Филм Фест».